# Connarus ruber
Connarus ruber là một loài thực vật có hoa trong họ Connaraceae. Loài này được (Poepp.) Planch. mô tả khoa học đầu tiên năm 1850.